# Brevilabus
Brevilabus es un género de arañas araneomorfas de la familia Lycosidae. Se encuentra en África subsahariana.

## Lista de especies
Según The World Spider Catalog 12.0:
- Brevilabus gillonorum Cornic, 1980
- Brevilabus oryx (Simón, 1886)